# Mladen Bašić
Mladen Bašić (* 1. August 1917 in Zagreb; † 21. November 2012 ebenda) war ein jugoslawischer bzw. kroatischer Pianist und Dirigent.

## Leben und Karriere
Mladen Bašić studierte Klavier, Dirigieren und Komposition an der Musikakademie in Zagreb. Seine musikalische Karriere begann er 1940 zuerst als Korrepetitor und ab 1945 als Dirigent der Oper des Kroatischen Nationaltheaters in Zagreb (von 1955 bis 1958 war er dort auch als Operndirektor tätig). 1959 wurde er als Operndirektor an das Salzburger Landestheater eingeladen und ein Jahr später in Salzburg auch als Chefdirigent des Mozarteum-Orchesters engagiert. Von 1962 bis 1972 war er ständiger Gastdirigent am berühmten Gran Teatre del Liceu in Barcelona. 1967 und 1968 wurde Bašić als Erster Kapellmeister an die Oper Frankfurt berufen. Von 1968 bis 1970 wirkte er wieder in seiner Heimat, diesmal als Musikdirektor des Sommerfestivals „Splitsko ljeto“ und als Operndirektor des Kroatischen Nationaltheaters in Split. Von 1970 bis 1978 war er ständiger Dirigent und Programmchef der Zagreber Philharmonie, wo er eng und sehr erfolgreich mit dem damaligen Hauptdirigenten Lovro von Matačić zusammengearbeitet hatte. 1978 wurde er nach Mainz eingeladen, wo er bis 1990 als Generalmusikdirektor tätig war.
Als Orchesterdirigent trat Mladen Bašić in vielen europäischen Konzertsälen auf. Sein genauestes Auslesen der Partitur und äußerst sorgfältiges Vorbereiten jeder Aufführung machten seine musikalischen Interpretationen immer stilistisch raffiniert und inhaltlich reich. Besondere Anerkennung verdiente er sich für die zahlreichen Uraufführungen von Werken zeitgenössischer kroatischer Komponisten – wie, z. B., für die Uraufführung des Szenischen Oratoriums Marulova pisan von Boris Papandopulo. Respektvolle Verdienste erwarb er sich in seiner Heimat auch für die Erstaufführungen der weltweit bekannten Werke von Maurice Ravel, Benjamin Britten, Sergei Prokofjew, Igor Strawinsky, Florent Schmitt und Béla Bartók.

## Auszeichnungen
- 1987 erhielt Mladen Bašić für seine langjährige Tätigkeit als Generalmusikdirektor am Mainzer Theater die Peter-Cornelius-Plakette des Landes Rheinland-Pfalz.
- 1997 wurde Mladen Bašić mit dem Vladimir-Nazor-Preis des Kulturministeriums der Republik Kroatien für sein Lebenswerk geehrt.
- 1998 erhielt er den Tito-Strozzi-Preis des Kroatischen Nationaltheaters in Zagreb für die Aufführung der Oper The Rape of Lucretia von Benjamin Britten.
- 2006 wurde er mit dem Lovro-von-Matačić-Preis des Kroatischen Verbandes der akademischen Musiker (Kroatisch: HDGU) für sein Lebenswerk geehrt.